# Kanovaren op de Olympische Zomerspelen 1964

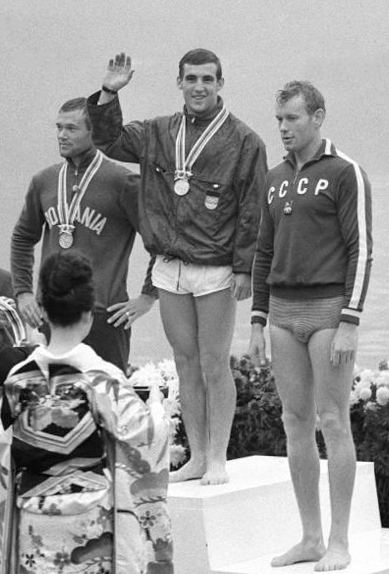
Huldiging C1 1000 meter

Kanovaren is een van de sporten die beoefend werden tijdens de Olympische Zomerspelen 1964 in Tokio.

## Heren

### kajak

#### K1 1000 m
| rang   | sporter         | land | tijd    |
| ------ | --------------- | ---- | ------- |
| Goud   | Rolf Peterson   | SWE  | 3:57.13 |
| Zilver | Mihály Hesz     | HUN  | 3:57.28 |
| Brons  | Aurel Vernescu  | ROU  | 4:00.77 |
| 4      | Erich Suhrbier  | EUA  | 4:01.62 |
| 5      | Günther Pfaff   | AUT  | 4:03.56 |
| 6      | Toon Geurts     | NED  | 4:04.48 |
| 7      | Erik Hansen     | DEN  | 4:04.72 |
| 8      | Alistair Wilson | GBR  | 4:05.80 |

#### K2 1000 m
| rang   | sporters                             | land | tijd    |
| ------ | ------------------------------------ | ---- | ------- |
| Goud   | Sven-Olov Sjödelius Gunnar Utterberg | SWE  | 3:38.54 |
| Zilver | Toon Geurts Paul Hoekstra            | NED  | 3:39.30 |
| Brons  | Heinz Büker Holger Zander            | EUA  | 3:40.69 |
| 4      | Haralambie Ivanov Vasile Nicoară     | ROU  | 3:41.12 |
| 5      | György Mészáros Imre Szöllősi        | HUN  | 3:41.39 |
| 6      | Cesare Beltrami Cesare Zilioli       | ITA  | 3:43.55 |
| 7      | Erik Kaloegin Ibragim Chasanov       | URS  | 3:44.19 |
| 8      | Gordon Jeffery Adrian Powell         | AUS  | 3:44.52 |

#### K4 1000 m
| rang   | sporters                                                                   | land | tijd    |
| ------ | -------------------------------------------------------------------------- | ---- | ------- |
| Goud   | Nikolai Tsjoezjikov Anatoli Grisjin Vjatsjeslav Ionov Vladimir Morozov     | URS  | 3:14.67 |
| Zilver | Günter Perleberg Bernhard Schulze Friedhelm Wentzke Holger Zander          | EUA  | 3:15.39 |
| Brons  | Simoin Cuciuc Atanase Sciotnic Mihai Ţurcaş Aurel Vernescu                 | ROU  | 3:15.51 |
| 4      | Imre Kemecsey György Mészáros András Szente Imre Szöllősi                  | HUN  | 3:16.24 |
| 5      | Rolf Peterson Sven-Olov Sjödelius Gunnar Utterberg Carl von Gerber         | SWE  | 3:17.47 |
| 6      | Claudio Agnisetta Cesare Beltrami Angelo Pedroni Cesare Zilioli            | ITA  | 3:19.32 |
| 7      | Paul Hoekstra Theo van Halteren Chick Weijzen Jan Wittenberg               | NED  | 3:19.36 |
| 8      | Dragan Desančić Vladimir Ignjatijević Aleksandar Kerčov Staniša Radmanović | YUG  | 3:19.79 |

### kano

#### C1 1000 m
| rang   | sporter                | land | tijd    |
| ------ | ---------------------- | ---- | ------- |
| Goud   | Jürgen Eschert         | EUA  | 4:35.14 |
| Zilver | Andrei Igorov          | ROU  | 4:37.89 |
| Brons  | Jevgeni Penjajev       | URS  | 4:38.31 |
| 4      | András Törő            | HUN  | 4:39.95 |
| 5      | Ove Emanuelsson        | SWE  | 4:42.70 |
| 6      | Bogdan Ivanov          | BUL  | 4:44.76 |
| 7      | Paul Stahl             | CAN  | 5:04.79 |
| 8      | Dennis Van Valkenburgh | USA  | 5:12.55 |

#### C2 1000 m
| rang   | sporters                           | land | tijd    |
| ------ | ---------------------------------- | ---- | ------- |
| Goud   | Andrei Chimitsj Stepan Osjtsjepkov | URS  | 4:04.65 |
| Zilver | Jean Boudehen Michel Chapuis       | FRA  | 4:06.52 |
| Brons  | Peer Norrbohm John Sørensen        | DEN  | 4:07.48 |
| 4      | Antal Hajba Árpád Soltész          | HUN  | 4:08.97 |
| 5      | Igor Lipalit Achim Sidorov         | ROU  | 4:09.88 |
| 6      | Klaus Böhle Detlef Lewe            | EUA  | 4:13.18 |
| 7      | Andor Ebert Fred Heese             | CAN  | 4:21.99 |
| 8      | Miloslav Houzim Rudolf Pěnkava     | TCH  | 4:22.89 |

## Dames

### kajak

#### K1 500 m
| rang   | sporter                        | land | tijd    |
| ------ | ------------------------------ | ---- | ------- |
| Goud   | Ljoedmila Pinajeva-Chvedosjoek | URS  | 2:12.87 |
| Zilver | Hilde Lauer                    | ROU  | 2:15.35 |
| Brons  | Marcia Jones                   | USA  | 2:15.68 |
| 4      | Elke Felten                    | EUA  | 2:15.94 |
| 5      | Else Marie Ljungdahl           | SWE  | 2:16.00 |
| 6      | Hanneliese Spitz               | AUT  | 2:16.11 |
| 7      | Daniela Pilecka                | POL  | 2:17.52 |
| 8      | Mária Róka                     | HUN  | 2:17.85 |

#### K2 500 m
| rang   | sporters                              | land | tijd    |
| ------ | ------------------------------------- | ---- | ------- |
| Goud   | Roswitha Esser Annemarie Zimmermann   | EUA  | 1:56.95 |
| Zilver | Francine Fox Gloriane Perrier         | USA  | 1:59.16 |
| Brons  | Hilde Lauer Cornelia Sideri           | ROU  | 2:00.25 |
| 4      | Nina Groezintseva Antonina Seredina   | URS  | 2:00.69 |
| 5      | Birthe Hansen Annemarie Werner-Hansen | DEN  | 2:00.88 |
| 6      | Else Marie Ljungdahl Eva Sisth        | SWE  | 2:02.24 |
| 7      | Katalin Benkö Mária Róka              | HUN  | 2:03.67 |
| 8      | Izabella Antonowicz Daniela Pilecka   | POL  | 2:04.31 |

## Medaillespiegel
| rang   | land               | goud | zilver | brons | totaal |
| ------ | ------------------ | ---- | ------ | ----- | ------ |
| 1      | Sovjet-Unie        | 3    | 0      | 1     | 4      |
| 2      | Duits eenheidsteam | 2    | 1      | 1     | 4      |
| 3      | Zweden             | 2    | 0      | 0     | 2      |
| 4      | Roemenië           | 0    | 2      | 3     | 5      |
| 5      | Verenigde Staten   | 0    | 1      | 1     | 2      |
| 6      | Frankrijk          | 0    | 1      | 0     | 1      |
| 6      | Hongarije          | 0    | 1      | 0     | 1      |
| 6      | Nederland          | 0    | 1      | 0     | 1      |
| 9      | Denemarken         | 0    | 0      | 1     | 1      |
| totaal | totaal             | 7    | 7      | 7     | 21     |

Parijs 1924 (demonstratie) · 
Berlijn 1936 · 
Londen 1948 · 
Helsinki 1952 · 
Melbourne 1956 · 
Rome 1960 · 
Tokio 1964 · 
Mexico-stad 1968 · 
München 1972 · 
Montréal 1976 · 
Moskou 1980 · 
Los Angeles 1984 · 
Seoel 1988 · 
Barcelona 1992 · 
Atlanta 1996 · 
Sydney 2000 · 
Athene 2004 · 
Peking 2008 · 
Londen 2012 · 
Rio de Janeiro 2016 ·
Tokio 2020 ·
Parijs 2024 ·
Los Angeles 2028
Medaillewinnaars (slalom) · Medaillewinnaars (sprint)
Atletiek · Basketbal · Boksen · Gewichtheffen · Hockey · Honkbal (demonstratie) · Judo · Kanovaren · Moderne vijfkamp · Paardensport · Roeien · Schermen · Schietsport · Schoonspringen · Turnen · Voetbal · Volleybal · Waterpolo · Wielersport · Worstelen · Zeilen · Zwemmen